# 可证伪性
可證偽性（英語：falsifiability）或可反駁性，或譯可反證性、可否證性、可检验性等，是評估科學理論和假說的演繹標準，由科學哲學家卡爾·波普爾在其1934年出版的論著《科學發現的邏輯》（The Logic of Scientific Discovery）中提出。波普爾指出，如果一個理論或假說可以在經實證檢驗後，被發現邏輯上與實證檢驗結果存在相牴觸之處，它即是可被證偽的（或可被反駁的）（或理論的結論有邏輯上的反例存在）。

## 背景
波普爾強調普遍法則與基本觀察陳述之間的關係所造成的不對稱性，並將可證偽性與當時邏輯實證主義中流行的直觀上相似的可驗證性（verifiability）概念進行比較。波普爾認為，驗證諸如「任何天鵝都是白色的」之類的說法的唯一方法，是在理論上觀察每一隻天鵝，但實際上不可行。另一方面，異常實例的可證偽性要求，例如觀察到一隻黑天鵝，在理論上是合理的，並足以在邏輯上證偽前述主張。
波普爾提出可證偽性作為歸納問題和劃界問題的基礎解決方案。波普爾堅持認為，作為一個邏輯標準，他提出的可證偽性不同於拉卡托斯證偽主義（Lakatos's falsificationism）中討論的相關概念「被證明為錯誤的能力」。 邏輯標準的目的是為了使理論具有可預測性和可檢驗性，因此有助於有關實踐。
相較之下，杜恒-蒯因論題認為，明確的實驗證偽不可能存在，且無任何科學假說本身能被用於預測，因為對假說的實證檢驗需要一個或多個背景假定（background assumptions）。 波普爾的回應是，可證偽性不存在此類問題，因為它是一個邏輯標準。實驗研究存在此類問題和其他問題，例如歸納問題。 根據波普爾的說法，統計檢驗（statistical tests）只有在理論可證偽時才有可能被進行，但在批判性討論中仍有助益。
作為區分科學與非科學（non-science）和偽科學的關鍵概念，可證偽性在許多科學爭議和應用中佔顯著地位，甚至被用作法律先例（legal precedent）。
作为可反证性对比的则包括形式上的或数学的表述，如恆真式或同義反覆（由于定义的原因它们总是是「真」的），数学公理和定理等表述不容许逻辑上反例的存在。

## 定義
如果一个主张是可证伪的，则至少在理论上存在一种观测的方法（即使实际上没有进行这项观测也无妨），来表明这个主张不符合重言式的标准（即这个主张不总是真的）。对某种描述进行观测的逻辑前提是它描述的事物是存在的。科學活動中要不斷思考、批判、否證，而且結果不能保證永遠正確。
例如“所有的天鹅全都是白色的”这个主张可以被“存在黑色天鹅”的观测证伪，虽然这个观测并不一定会发生。一个可证伪的命题必须定义某些被禁止的情形。例如，在这个例子中，“所有的天鹅全都是白色的”这个主张禁止了“黑天鹅”的存在。由于理论上可能存在“观测到黑色天鹅”这个反例，“所有的天鹅全都是白色的”这个主张是可证伪的。
再比如假设现在有一个人宣称“我说的话一直都是对的”，那么我们考察他以前说过的话，如果有自相矛盾的地方，那么这句话肯定是个假命题。然而，即使这个人过去一直贯彻一种想法，在他自己的言论中没有自相矛盾之处，也不能作为足够的证据证明这句话是个真命题。

## 科學理論的必要属性
可证伪性是一個科學理論的必要属性。可证伪性是由经验得来的主张的必要属性，却不是充分属性。一个主张需要更多的属性及證據使其成为经验上有意义的。